# Létající rabín

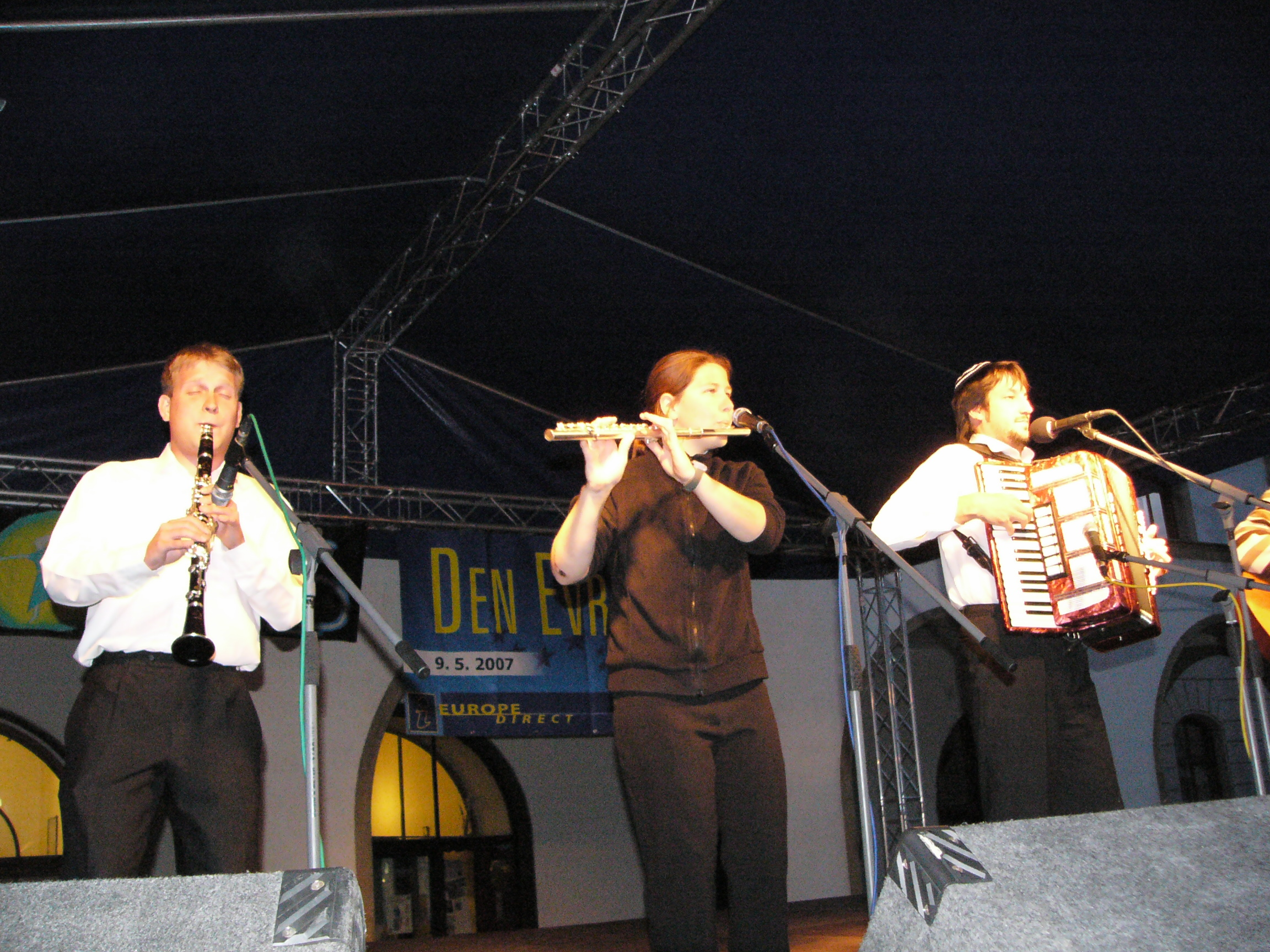
Členové kapely Létající rabín v květnu 2007 (zleva): Vojtěch Pospíšil (klarinet), Jana Dosedělová (flétna), Miroslav Ondra (akordeon).

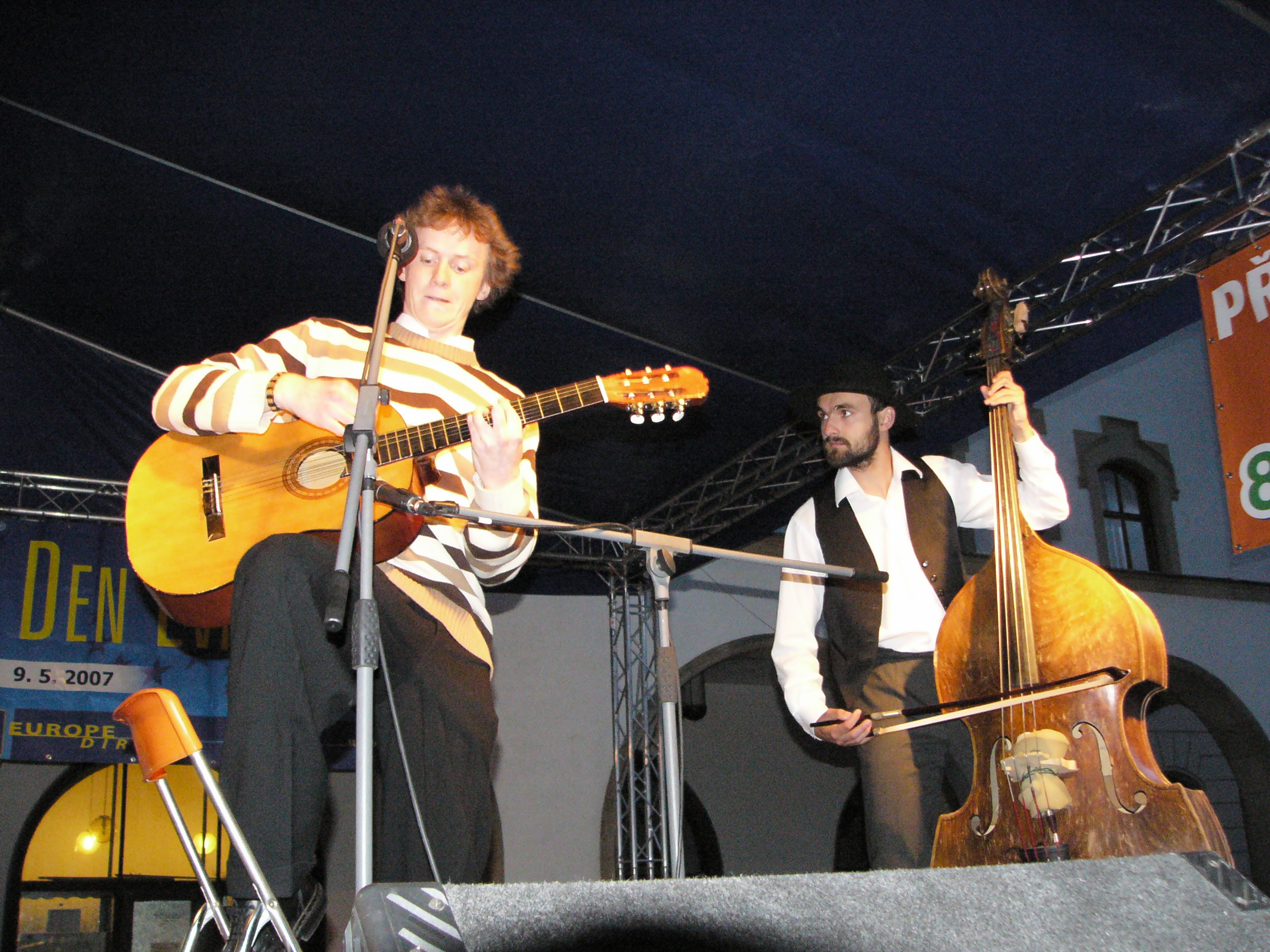
Členové kapely Létající rabín v květnu 2007 (zleva): Vojtěch Peštuka (kytara), Bohuš Stoklasa (kontrabas).

Létající rabín je česká klezmerová hudební skupina z Prostějova. Kapela vznikla na podzim roku 2001 jako Klezmer quartet. Od roku 2002 se jmenuje Létající rabín. Kapela se snaží o autentickou interpretaci klezmerové hudby s využitím kombinace tradičních a moderních žánrových postupů. Kapela absolvovala (od svého založení v roce 2001) mnoho desítek koncertů po celé České republice i v Evropě (Švédsko, Polsko, Slovensko i Slovinsko) a v březnu 2010 koncertovala také v USA (New York, Washington).
V roce 2006 získali ocenění Krtek jako vítězové diváckého hlasování. Létající rabín je laureátem Mezinárodního folklorního festivalu Strážnice 2011, držitelem Ceny Olomouckého kraje 2011 a Ceny města Prostějova 2008.

## Současní členové
- Jana Dosedělová (2005 - současnost) - flétna, cimbál (malý typ, tzv. hackbrett)
- Vojtěch Pospíšil - (2001 - současnost) - C klarinet
- Miroslav Ondra - (2001 - současnost) - akordeon, zpěv
- Vojtěch Peštuka - (2001 - současnost) - housle, zpěv
- Pavel Jurečka - (2009 - současnost) - kontrabas

## Bývalí členové
- Michal Skalický (2001 - 2005) - kytara
- Bohumil Stoklasa (2005 - 2009) - kontrabas

## Diskografie
- Lebedik un Freylech (2003)
- Tsuzamen (2005)
- Módy (2013)